# Liste des subdivisions administratives du Heilongjiang

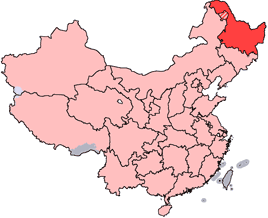
Le Heilongjiang

La structure administrative du Heilongjiang, province de la république populaire de Chine, est constituée des trois niveaux suivants :
- 13 subdivisions de niveau préfecture
  - 12 villes-préfectures
  - 1 préfecture
- 128 subdivisions de niveau district
  - 18 villes-districts
  - 45 xian
  - 1 xian autonome
  - 64 districts
- 1314 subdivisions de niveau canton
  - 475 bourgs
  - 400 cantons
  - 58 cantons ethniques
  - 381 sous-districts

La table ci-dessous donne uniquement la liste des divisions de niveau préfecture et de niveau district.
| Niveau préfecture                                           | Niveau district                | Niveau district       | Niveau district              |
| Niveau préfecture                                           | Nom                            | Chinois (simplifié)   | Pinyin                       |
| ----------------------------------------------------------- | ------------------------------ | --------------------- | ---------------------------- |
| Ville de Harbin 哈尔滨市 Hā'ěrbīn Shì                       | District de Daoli              | 道里区                | Dàolǐ Qū                     |
| Ville de Harbin 哈尔滨市 Hā'ěrbīn Shì                       | District de Nangang            | 南岗区                | Nángǎng Qū                   |
| Ville de Harbin 哈尔滨市 Hā'ěrbīn Shì                       | District de Daowai             | 道外区                | Dàowài Qū                    |
| Ville de Harbin 哈尔滨市 Hā'ěrbīn Shì                       | District de Xiangfang          | 香坊区                | Xiāngfáng Qū                 |
| Ville de Harbin 哈尔滨市 Hā'ěrbīn Shì                       | District de Pingfang           | 平房区                | Píngfáng Qū                  |
| Ville de Harbin 哈尔滨市 Hā'ěrbīn Shì                       | District de Songbei            | 松北区                | Sōngběi Qū                   |
| Ville de Harbin 哈尔滨市 Hā'ěrbīn Shì                       | District de Hulan              | 呼兰区                | Hūlán Qū                     |
| Ville de Harbin 哈尔滨市 Hā'ěrbīn Shì                       | District d'Acheng              | 阿城区                | Āchéng Qū                    |
| Ville de Harbin 哈尔滨市 Hā'ěrbīn Shì                       | Ville de Shuangcheng           | 双城市                | Shuāngchéng Shì              |
| Ville de Harbin 哈尔滨市 Hā'ěrbīn Shì                       | Ville de Shangzhi              | 尚志市                | Shàngzhì Shì                 |
| Ville de Harbin 哈尔滨市 Hā'ěrbīn Shì                       | Ville de Wuchang               | 五常市                | Wǔcháng Shì                  |
| Ville de Harbin 哈尔滨市 Hā'ěrbīn Shì                       | Xian de Yilan                  | 依兰县                | Yīlán Xiàn                   |
| Ville de Harbin 哈尔滨市 Hā'ěrbīn Shì                       | Xian de Fangzheng              | 方正县                | Fāngzhèng Xiàn               |
| Ville de Harbin 哈尔滨市 Hā'ěrbīn Shì                       | Xian de Bin                    | 宾县                  | Bīn Xiàn                     |
| Ville de Harbin 哈尔滨市 Hā'ěrbīn Shì                       | Xian de Bayan                  | 巴彦县                | Bāyàn Xiàn                   |
| Ville de Harbin 哈尔滨市 Hā'ěrbīn Shì                       | Xian de Mulan                  | 木兰县                | Mùlán Xiàn                   |
| Ville de Harbin 哈尔滨市 Hā'ěrbīn Shì                       | Xian de Tonghe                 | 通河县                | Tōnghé Xiàn                  |
| Ville de Harbin 哈尔滨市 Hā'ěrbīn Shì                       | Xian de Yanshou                | 延寿县                | Yánshòu Xiàn                 |
| Ville de Qiqihar 齐齐哈尔市 Qíqíhā'ěr Shì                   | District de Longsha            | 龙沙区                | Lóngshā Qū                   |
| Ville de Qiqihar 齐齐哈尔市 Qíqíhā'ěr Shì                   | District de Jianhua            | 建华区                | Jiànhuá Qū                   |
| Ville de Qiqihar 齐齐哈尔市 Qíqíhā'ěr Shì                   | District de Tiefeng            | 铁锋区                | Tiěfēng Qū                   |
| Ville de Qiqihar 齐齐哈尔市 Qíqíhā'ěr Shì                   | District d'Ang'angxi           | 昂昂溪区              | Áng'ángxī Qū                 |
| Ville de Qiqihar 齐齐哈尔市 Qíqíhā'ěr Shì                   | District de Fularji            | 富拉尔基区            | Fùlā'ěrjī Qū                 |
| Ville de Qiqihar 齐齐哈尔市 Qíqíhā'ěr Shì                   | District de Nianzishan         | 碾子山区              | Niǎnzishān Qū                |
| Ville de Qiqihar 齐齐哈尔市 Qíqíhā'ěr Shì                   | District daur de Meilisi       | 梅里斯 达斡尔族区     | Méilǐsī dáwò'ěrzú Qū         |
| Ville de Qiqihar 齐齐哈尔市 Qíqíhā'ěr Shì                   | Ville de Nehe                  | 讷河市                | Nēhé Shì                     |
| Ville de Qiqihar 齐齐哈尔市 Qíqíhā'ěr Shì                   | Xian de Longjiang              | 龙江县                | Lóngjiāng Xiàn               |
| Ville de Qiqihar 齐齐哈尔市 Qíqíhā'ěr Shì                   | Xian de Yi'an                  | 依安县                | Yī'ān Xiàn                   |
| Ville de Qiqihar 齐齐哈尔市 Qíqíhā'ěr Shì                   | Xian de Tailai                 | 泰来县                | Tàilái Xiàn                  |
| Ville de Qiqihar 齐齐哈尔市 Qíqíhā'ěr Shì                   | Xian de Gannan                 | 甘南县                | Gānnán Xiàn                  |
| Ville de Qiqihar 齐齐哈尔市 Qíqíhā'ěr Shì                   | Xian de Fuyu                   | 富裕县                | Fùyù Xiàn                    |
| Ville de Qiqihar 齐齐哈尔市 Qíqíhā'ěr Shì                   | Xian de Keshan                 | 克山县                | Kèshān Xiàn                  |
| Ville de Qiqihar 齐齐哈尔市 Qíqíhā'ěr Shì                   | Xian de Kedong                 | 克东县                | Kèdōng Xiàn                  |
| Ville de Qiqihar 齐齐哈尔市 Qíqíhā'ěr Shì                   | Xian de Baiquan                | 拜泉县                | Bàiquán Xiàn                 |
| Ville de Heihe 黑河市 Hēihé Shì                             | District d'Aihui               | 爱辉区                | Àihuī Qū                     |
| Ville de Heihe 黑河市 Hēihé Shì                             | Ville de Bei'an                | 北安市                | Běi'ān Shì                   |
| Ville de Heihe 黑河市 Hēihé Shì                             | Ville de Wudalianchi           | 五大连池市            | Wǔdàliánchí Shì              |
| Ville de Heihe 黑河市 Hēihé Shì                             | Xian de Nenjiang               | 嫩江县                | Nènjiāng Xiàn                |
| Ville de Heihe 黑河市 Hēihé Shì                             | Xian de Xunke                  | 逊克县                | Xùnkè Xiàn                   |
| Ville de Heihe 黑河市 Hēihé Shì                             | Xian de Sunwu                  | 孙吴县                | Sūnwú Xiàn                   |
| Ville de Daqing 大庆市 Dàqìng Shì                           | District de Sartu              | 萨尔图区              | Sà'ěrtú Qū                   |
| Ville de Daqing 大庆市 Dàqìng Shì                           | District de Longfeng           | 龙凤区                | Lóngfèng Qū                  |
| Ville de Daqing 大庆市 Dàqìng Shì                           | District de Ranghulu           | 让胡路区              | Rànghúlù Qū                  |
| Ville de Daqing 大庆市 Dàqìng Shì                           | District de Datong             | 大同区                | Dàtóng Qū                    |
| Ville de Daqing 大庆市 Dàqìng Shì                           | District de Honggang           | 红岗区                | Hónggǎng Qū                  |
| Ville de Daqing 大庆市 Dàqìng Shì                           | Xian de Zhaozhou               | 肇州县                | Zhàozhōu Xiàn                |
| Ville de Daqing 大庆市 Dàqìng Shì                           | Xian de Zhaoyuan               | 肇源县                | Zhàoyuán Xiàn                |
| Ville de Daqing 大庆市 Dàqìng Shì                           | Xian de Lindian                | 林甸县                | Líndiàn Xiàn                 |
| Ville de Daqing 大庆市 Dàqìng Shì                           | Xian autonome mongol de Dorbod | 杜尔伯特 蒙古族自治县 | Dù'ěrbótè měnggǔzú Zìzhìxiàn |
| Ville de Yichun 伊春市 Yīchūn Shì                           | District de Yichun             | 伊春区                | Yīchūn Qū                    |
| Ville de Yichun 伊春市 Yīchūn Shì                           | District de Nancha             | 南岔区                | Nánchà Qū                    |
| Ville de Yichun 伊春市 Yīchūn Shì                           | District de Youhao             | 友好区                | Yǒuhǎo Qū                    |
| Ville de Yichun 伊春市 Yīchūn Shì                           | District de Xilin              | 西林区                | Xīlín Qū                     |
| Ville de Yichun 伊春市 Yīchūn Shì                           | District de Cuiluan            | 翠峦区                | Cuìluán Qū                   |
| Ville de Yichun 伊春市 Yīchūn Shì                           | District de Xinqing            | 新青区                | Xīnqīng Qū                   |
| Ville de Yichun 伊春市 Yīchūn Shì                           | District de Meixi              | 美溪区                | Měixī Qū                     |
| Ville de Yichun 伊春市 Yīchūn Shì                           | District de Jinshantun         | 金山屯区              | Jīnshāntún Qū                |
| Ville de Yichun 伊春市 Yīchūn Shì                           | District de Wuying             | 五营区                | Wǔyíng Qū                    |
| Ville de Yichun 伊春市 Yīchūn Shì                           | District de Wumahe             | 乌马河区              | Wūmǎhé Qū                    |
| Ville de Yichun 伊春市 Yīchūn Shì                           | District de Tangwanghe         | 汤旺河区              | Tāngwànghé Qū                |
| Ville de Yichun 伊春市 Yīchūn Shì                           | District de Dailing            | 带岭区                | Dàilǐng Qū                   |
| Ville de Yichun 伊春市 Yīchūn Shì                           | District de Wuyiling           | 乌伊岭区              | Wūyīlǐng Qū                  |
| Ville de Yichun 伊春市 Yīchūn Shì                           | District de Hongxing           | 红星区                | Hóngxīng Qū                  |
| Ville de Yichun 伊春市 Yīchūn Shì                           | District de Shangganling       | 上甘岭区              | Shànggānlǐng Qū              |
| Ville de Yichun 伊春市 Yīchūn Shì                           | Ville de Tieli                 | 铁力市                | Tiělì Shì                    |
| Ville de Yichun 伊春市 Yīchūn Shì                           | Xian de Jiayin                 | 嘉荫县                | Jiāyīn Xiàn                  |
| Ville de Hegang 鹤岗市 Hègǎng Shì                           | District de Xingshan           | 兴山区                | Xìngshān Qū                  |
| Ville de Hegang 鹤岗市 Hègǎng Shì                           | District de Xiangyang          | 向阳区                | Xiàngyáng Qū                 |
| Ville de Hegang 鹤岗市 Hègǎng Shì                           | District de Gongnong           | 工农区                | Gōngnóng Qū                  |
| Ville de Hegang 鹤岗市 Hègǎng Shì                           | District de Nanshan            | 南山区                | Nánshān Qū                   |
| Ville de Hegang 鹤岗市 Hègǎng Shì                           | District de Xing'an            | 兴安区                | Xīng'ān Qū                   |
| Ville de Hegang 鹤岗市 Hègǎng Shì                           | District de Dongshan           | 东山区                | Dōngshān Qū                  |
| Ville de Hegang 鹤岗市 Hègǎng Shì                           | Xian de Luobei                 | 萝北县                | Luóběi Xiàn                  |
| Ville de Hegang 鹤岗市 Hègǎng Shì                           | Xian de Suibin                 | 绥滨县                | Suíbīn Xiàn                  |
| Ville de Jiamusi 佳木斯市 Jiāmùsī Shì                       | District de Qianjin            | 前进区                | Qiánjìn Qū                   |
| Ville de Jiamusi 佳木斯市 Jiāmùsī Shì                       | District de Xiangyang          | 向阳区                | Xiàngyáng Qū                 |
| Ville de Jiamusi 佳木斯市 Jiāmùsī Shì                       | District de Dongfeng           | 东风区                | Dōngfēng Qū                  |
| Ville de Jiamusi 佳木斯市 Jiāmùsī Shì                       | District de Jiao               | 郊区                  | Jiāo Qū                      |
| Ville de Jiamusi 佳木斯市 Jiāmùsī Shì                       | Ville de Tongjiang             | 同江市                | Tóngjiāng Shì                |
| Ville de Jiamusi 佳木斯市 Jiāmùsī Shì                       | Ville de Fujin                 | 富锦市                | Fùjǐn Shì                    |
| Ville de Jiamusi 佳木斯市 Jiāmùsī Shì                       | Xian de Huanan                 | 桦南县                | Huànán Xiàn                  |
| Ville de Jiamusi 佳木斯市 Jiāmùsī Shì                       | Xian de Huachuan               | 桦川县                | Huàchuān Xiàn                |
| Ville de Jiamusi 佳木斯市 Jiāmùsī Shì                       | Xian de Tangyuan               | 汤原县                | Tāngyuán Xiàn                |
| Ville de Jiamusi 佳木斯市 Jiāmùsī Shì                       | Xian de Fuyuan                 | 抚远县                | Fǔyuǎn Xiàn                  |
| Ville de Shuangyashan 双鸭山市 Shuāngyāshān shì             | District de Jianshan           | 尖山区                | Jiānshān Qū                  |
| Ville de Shuangyashan 双鸭山市 Shuāngyāshān shì             | District de Lingdong           | 岭东区                | Lǐngdōng Qū                  |
| Ville de Shuangyashan 双鸭山市 Shuāngyāshān shì             | District de Sifangtai          | 四方台区              | Sìfāngtái Qū                 |
| Ville de Shuangyashan 双鸭山市 Shuāngyāshān shì             | District de Baoshan            | 宝山区                | Bǎoshān Qū                   |
| Ville de Shuangyashan 双鸭山市 Shuāngyāshān shì             | Xian de Jixian                 | 集贤县                | Jíxián Xiàn                  |
| Ville de Shuangyashan 双鸭山市 Shuāngyāshān shì             | Xian de Youyi                  | 友谊县                | Yǒuyì Xiàn                   |
| Ville de Shuangyashan 双鸭山市 Shuāngyāshān shì             | Xian de Baoqing                | 宝清县                | Bǎoqīng Xiàn                 |
| Ville de Shuangyashan 双鸭山市 Shuāngyāshān shì             | Xian de Raohe                  | 饶河县                | Ráohé Xiàn                   |
| Ville de Qitaihe 七台河市 Qītáihé Shì                       | District de Taoshan            | 桃山区                | Táoshān Qū                   |
| Ville de Qitaihe 七台河市 Qītáihé Shì                       | District de Xinxing            | 新兴区                | Xīnxīng Qū                   |
| Ville de Qitaihe 七台河市 Qītáihé Shì                       | District de Qiezihe            | 茄子河区              | Qiézihé Qū                   |
| Ville de Qitaihe 七台河市 Qītáihé Shì                       | Xian de Boli                   | 勃利县                | Bólì Xiàn                    |
| Ville de Jixi 鸡西市 Jīxī Shì                               | District de Jiguan             | 鸡冠区                | Jīguān Qū                    |
| Ville de Jixi 鸡西市 Jīxī Shì                               | District de Hengshan           | 恒山区                | Héngshān Qū                  |
| Ville de Jixi 鸡西市 Jīxī Shì                               | District de Didao              | 滴道区                | Dīdào Qū                     |
| Ville de Jixi 鸡西市 Jīxī Shì                               | District de Lishu              | 梨树区                | Líshù Qū                     |
| Ville de Jixi 鸡西市 Jīxī Shì                               | District de Chengzihe          | 城子河区              | Chéngzǐhé Qū                 |
| Ville de Jixi 鸡西市 Jīxī Shì                               | District de Mashan             | 麻山区                | Máshān Qū                    |
| Ville de Jixi 鸡西市 Jīxī Shì                               | Ville de Hulin                 | 虎林市                | Hǔlín Shì                    |
| Ville de Jixi 鸡西市 Jīxī Shì                               | Ville de Mishan                | 密山市                | Mìshān Shì                   |
| Ville de Jixi 鸡西市 Jīxī Shì                               | Xian de Jidong                 | 鸡东县                | Jīdōng Xiàn                  |
| Ville de Mudanjiang 牡丹江市 Mǔdānjiāng Shì                 | District d'Aimin               | 爱民区                | Àimín Qū                     |
| Ville de Mudanjiang 牡丹江市 Mǔdānjiāng Shì                 | District de Dong'an            | 东安区                | Dōng'ān Qū                   |
| Ville de Mudanjiang 牡丹江市 Mǔdānjiāng Shì                 | District de Yangming           | 阳明区                | Yángmíng Qū                  |
| Ville de Mudanjiang 牡丹江市 Mǔdānjiāng Shì                 | District de Xi'an              | 西安区                | Xī'ān Qū                     |
| Ville de Mudanjiang 牡丹江市 Mǔdānjiāng Shì                 | Ville de Muling                | 穆棱市                | Mùlíng Shì                   |
| Ville de Mudanjiang 牡丹江市 Mǔdānjiāng Shì                 | Ville de Suifenhe              | 绥芬河市              | Suífēnhé Shi                 |
| Ville de Mudanjiang 牡丹江市 Mǔdānjiāng Shì                 | Ville de Hailin                | 海林市                | Hǎilín Shì                   |
| Ville de Mudanjiang 牡丹江市 Mǔdānjiāng Shì                 | Ville de Ning'an               | 宁安市                | Níng'ān Shì                  |
| Ville de Mudanjiang 牡丹江市 Mǔdānjiāng Shì                 | Xian de Dongning               | 东宁县                | Dōngníng Xiàn                |
| Ville de Mudanjiang 牡丹江市 Mǔdānjiāng Shì                 | Xian de Linkou                 | 林口县                | Línkǒu Xiàn                  |
| Ville de Suihua 绥化市 Suíhuà Shì                           | District de Beilin             | 北林区                | Běilín Qū                    |
| Ville de Suihua 绥化市 Suíhuà Shì                           | Ville d'Anda                   | 安达市                | Āndá Shì                     |
| Ville de Suihua 绥化市 Suíhuà Shì                           | Ville de Zhaodong              | 肇东市                | Zhàodōng Shì                 |
| Ville de Suihua 绥化市 Suíhuà Shì                           | Ville de Hailun                | 海伦市                | Hǎilún Shì                   |
| Ville de Suihua 绥化市 Suíhuà Shì                           | Xian de Wangkui                | 望奎县                | Wàngkuí Xiàn                 |
| Ville de Suihua 绥化市 Suíhuà Shì                           | Xian de Lanxi                  | 兰西县                | Lánxī Xiàn                   |
| Ville de Suihua 绥化市 Suíhuà Shì                           | Xian de Qinggang               | 青冈县                | Qīnggāng Xiàn                |
| Ville de Suihua 绥化市 Suíhuà Shì                           | Xian de Qing'an                | 庆安县                | Qìng'ān Xiàn                 |
| Ville de Suihua 绥化市 Suíhuà Shì                           | Xian de Mingshui               | 明水县                | Míngshuǐ Xiàn                |
| Ville de Suihua 绥化市 Suíhuà Shì                           | Xian de Suileng                | 绥棱县                | Suíléng Xiàn                 |
| Préfecture de Daxing'anling 大兴安岭地区 Dàxīng'ānlǐng Dìqū | District de Jiagedaqi          | 加格达奇区            | Jiāgédáqí Qū 1               |
| Préfecture de Daxing'anling 大兴安岭地区 Dàxīng'ānlǐng Dìqū | District de Songling           | 松岭区                | Sōnglǐng Qū 1                |
| Préfecture de Daxing'anling 大兴安岭地区 Dàxīng'ānlǐng Dìqū | District de Huzhong            | 呼中区                | Hūzhōng Qū 2                 |
| Préfecture de Daxing'anling 大兴安岭地区 Dàxīng'ānlǐng Dìqū | District de Xinlin             | 新林区                | Xīnlín Qū 2                  |
| Préfecture de Daxing'anling 大兴安岭地区 Dàxīng'ānlǐng Dìqū | Xian de Huma                   | 呼玛县                | Hūmǎ Xiàn                    |
| Préfecture de Daxing'anling 大兴安岭地区 Dàxīng'ānlǐng Dìqū | Xian de Tahe                   | 塔河县                | Tǎhé Xiàn                    |
| Préfecture de Daxing'anling 大兴安岭地区 Dàxīng'ānlǐng Dìqū | Xian de Mohe                   | 漠河县                | Mòhé Xiàn                    |

1 Territoire appartenant à la bannière autonome d'Oroqin, en Mongolie-Intérieure. Bien qu'administré par la province du Heilongjiang, il n'en est pas une entité administrative officielle.

2 Territoire officiellement rattaché au xian de Huma, il ne constitue pas une entité administrative officielle.